# Saint-Servais (Côtes-d’Armor)
Saint-Servais település Franciaországban, Côtes-d’Armor megyében. Lakosainak száma 427 fő (2022. január 1.). Saint-Servais Bulat-Pestivien, Callac, Duault, Locarn, Maël-Pestivien és Saint-Nicodème községekkel határos.

## Népesség
A település népessége az elmúlt években az alábbi módon változott:
| Lakosok száma | 657  | 481  | 436  | 404  | 419  | 413  | 405  | 408  | 410  | 427  |
|               | 1968 | 1982 | 1990 | 2006 | 2013 | 2015 | 2017 | 2019 | 2020 | 2022 |